# 카프라이아에리미테
카프라이아에리미테(이탈리아어: Capraia e Limite)는 이탈리아 토스카나주 피렌체현에 있는 코무네다. 피렌체에서 서쪽 20km 거리에 있다.

## 자매 도시
- 서사하라 비르레흘루